# Katrin Hummel
Katrin Hummel (* 1968 in Ulm) ist eine deutsche Journalistin und Autorin dreier Sachbücher und dreier Romane.

## Leben
Katrin Hummel wuchs in Harsewinkel auf. Sie studierte Französisch, Geographie und Englisch in Straßburg und Freiburg im Breisgau. Daneben absolvierte sie zahlreiche Praktika und Tätigkeiten als freie Mitarbeiterin bei Zeitungen, Nachrichtenagenturen, Hörfunk und Fernsehen. Nach dem Ersten Staatsexamen wechselte sie an die Berliner Journalisten-Schule. 1996 begann sie als Volontärin bei der Frankfurter Allgemeinen Zeitung. Später wurde sie Redakteurin im Ressort „Deutschland und die Welt“. 2007 wechselte sie zu FAZ.NET. Seit 2012 arbeitet sie als Redakteurin im Ressort „Leben“ der Frankfurter Allgemeinen Sonntagszeitung und schreibt dort meist zu den Themen Beziehung, Partnerschaft, Liebe und Sexualität. Außerdem ist die Frau hinter der Kolumne „Katrin kocht“.  Sie deckte 2015 einen Skandal um das Jugendamt Bonn und den freien Träger in der Jugendhilfe Kleiner Muck e. V. auf, der in Folge von weiteren Medien aufgegriffen wurde. 
2005 veröffentlichte sie die beiden Romane Hausmann gesucht und Anrufer unbekannt als Taschenbücher bei rororo sowie 2008 den dritten Roman Herz zu verschenken beim gleichen Verlag.
In ihrem 2008 erschienenen Sachbuch Gute Nacht, Liebster: Demenz erzählte sie die Geschichte ihrer Mutter, die Hummels an Demenz erkrankten Vater als Schwerstpflegefall betreute, vom Ausbruch der Krankheit bis zu seinem Tod.
Seit 2023 arbeitet sie nebenberuflich als Hochzeits- und Trauerrednerin.
Katrin Hummel ist verheiratet und hat zwei Kinder. Sie lebt in Frankfurt.

## Werke
- Hausmann gesucht. Wunderlich, 2005, ISBN 978-3499265839. (Roman)
- Anrufer unbekannt. rororo, 2005, ISBN 3499240157. (Roman)
- Herz zu verschenken. rororo, 2008, ISBN 978-3499247125. (Roman)
- Gute Nacht, Liebster: Demenz. Ein berührender Bericht über Liebe und Vergessen. Bastei-Lübbe, 2008, ISBN 978-3404616466.
- Entsorgte Väter: Der Kampf um die Kinder: Warum Männer weniger Recht bekommen., Bastei-Lübbe, 2010, ISBN 978-3431038163.
- Inge Notz mit Katrin Hummel: Wintererde. Mein Leben als Magd, Augsburg, Weltbild 2018, ISBN 978-3-8289-5832-6